# Movimento pela Justiça e Reabilitação do Níger
Movimento pela Justiça e Reabilitação do Níger (em francês:  Mouvement pour la justice et la réhabilitation du Niger; MJRN) é uma organização política e militar baseada no Níger. O movimento é composto pela etnia tubu. O grupo armado anunciou sua fundação em setembro de 2016 como resultado da marginalização da comunidade pelo governo do Níger e prometeu atacar os locais de recursos naturais para alcançar seu objetivo de "direitos fundamentais".

## História
O povo tubu queixa-se de ser marginalizado, ao passo que também têm uma alta taxa de analfabetismo devido às condições adversas da paisagem em que residem. O povo tubu está espalhado pelo Níger, Chade, Líbia e Sudão.

### Fundação
O movimento surge em 8 de setembro de 2016, em um comunicado assinado pelo seu "presidente em exercício", Adam Tcheke Koudigan, que afirma: "O Movimento pela Justiça e Reabilitação do Níger informa a opinião pública nacional e internacional de sua intenção de recorrer à luta armada para obter nossos direitos fundamentais. [...] O governo do Níger permaneceu completamente indiferente às nossas reivindicações mais do que legítimas. Apesar dos nossos clamores de preocupação diante dos danos ecológicos dos locais petrolíferos [...]  a degradação de nossos territórios de pastagem e nossas condições de vida [...], as autoridades da República do Níger estão caladas em relação às nossas exigências".
O MJRN reivindica o desenvolvimento das regiões das províncias de Kawar e Manga, localizadas nas regiões de Agadez e Diffa. Também culpou a China National Petroleum Corporation (CNPC) por fazer "milhões de dólares de lucro nos locais petrolíferos", enquanto os "moradores" estão "pagando o alto preço [...] no nível ambiental". 
O grupo usa o sul da Líbia como base de retaguarda, mas em 2019 uma ofensiva do Exército Nacional Líbio provocou a fuga dos rebeldes MJRN. Em 3 de fevereiro, 121 de seus combatentes liderados por Mahamat Tinaymi se renderam ao exército nigerino em Madama. Uma cerimônia de desarmamento ocorre em Dirkou no dia 11 de fevereiro.